# 8,8 cm Pak 43
Pak 43 L/71 (нім. 8,8 cm Panzerjägerkanone 43 L/71 (або Panzerabwehrkanone)) — німецька 88-мм протитанкова гармата періоду Другої світової війни, розроблена компанією Krupp на противагу зенітній гарматі компанії Rheinmetall 8,8 cm Flak 41. Pak 43 була найпотужнішою протитанковою гарматою Вермахту, наявною в значній кількості. Мала варіант для встановлення на бронетехніку -   8,8 cm KwK 43 L/71, яка стала основною гарматою танка Tiger II, САУ Nashorn, Elefant та Jagdpanther.
Гармата PAK 43  була оснащена напівавтоматичним вертикальним затворним механізмом який значно зменшував віддачу. Гармата могла здійснювати постріли за допомогою електроспуску. Вона мала настільну траєкторію, що полегшувало наведення на цілі особливо на середніх дистанціях , що допомагало навіднику легше вражати цілі на дальніх дистанціях, тому що треба було внести лише кілька коригувань у підвищення ствола. Крім того, пробивна здатність гармати дозволяла у лобову броню пробивати майже всі танки союзників навіть радянські танки ІС-2 і САУ на його шасі. Ефективна дальність стрільби складала 4 км, а балістична 15 км [джерело?]

## Конструкція
KwK 43 та Pak 43 спочатку вироблялися з моноблочними стволами. Проте, у зброї з дуже великими дуловими швидкостями відбувається швидке зношування ствола тому конструкція була перероблена і ствол став з двох частин. Це не вплинуло на продуктивність, але зробило заміну зношеного ствола швидкою і простішою.
Вищий робочий тиск нової гармати вимагав нових бронебійних снарядів. Результатом розробки став снаряд PzGr.39/43 APCBC-HE, який був схожий на старий 10,2-кілограмовий снаряд PzGr.39-1 APCBC-HE який використовували у гарматах 8,8 см KwK 36 та Pak 43. Ширші напрямні призвели до зростання ваги до 10,4 кг PzGr.39/43. Проте, до повного переходу на новий снаряд PzGr.39/43, використовували старий снаряд PzGr.39-1 на гарматах KwK та Pak 43, але лише за умови, що на гармату припадає не більше 500 снарядів. Хоча використання снарядів з вужчими напрямні може призвести до втрати тиску. Новими PzGr.39/43 можна було стріляти без втрати тиску до зносу ствола без обмежень.
PzGr.39-1 FES & Al мали вагу: 10,2 кг (9,87 кг без детонатора та запалювального заряду)
PzGr.39/43 FES & Al мали вагу: 10,4 кг (10,06 кг без детонатора та запалювального заряду)
Схожий 278-грамовий BdZ 5127 детонатора та 59-грамовий запалювальний заряд Аматолу використовували в обох типах снарядів (PzGr.39-1 та PzGr.39/43), які після пробиття броні товщиною 30 мм або більше загорялися для нанесення більших уражень.

## Варіанти

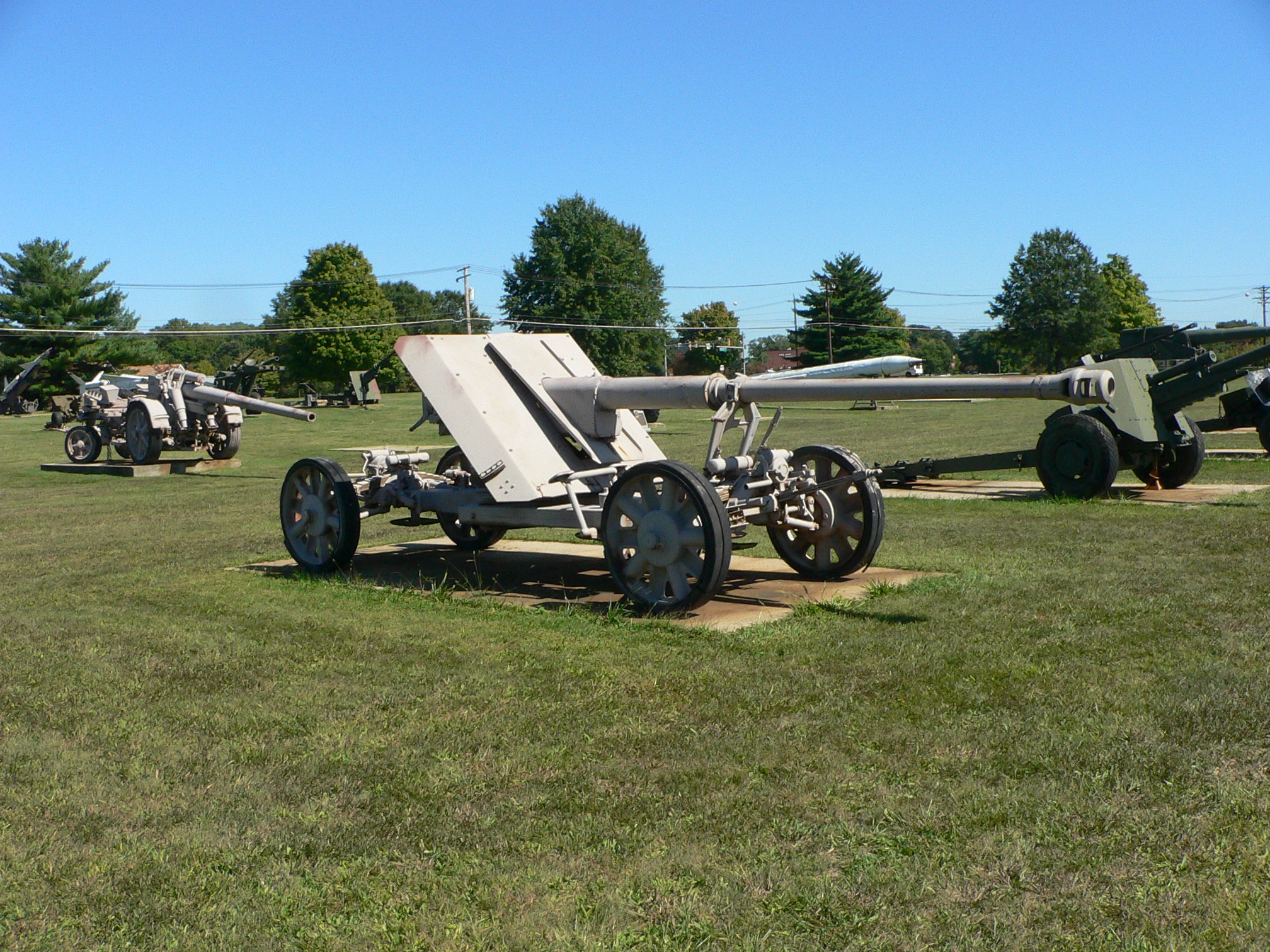
Pak 43 на хрестоподібній установці, буксировочному варіанті

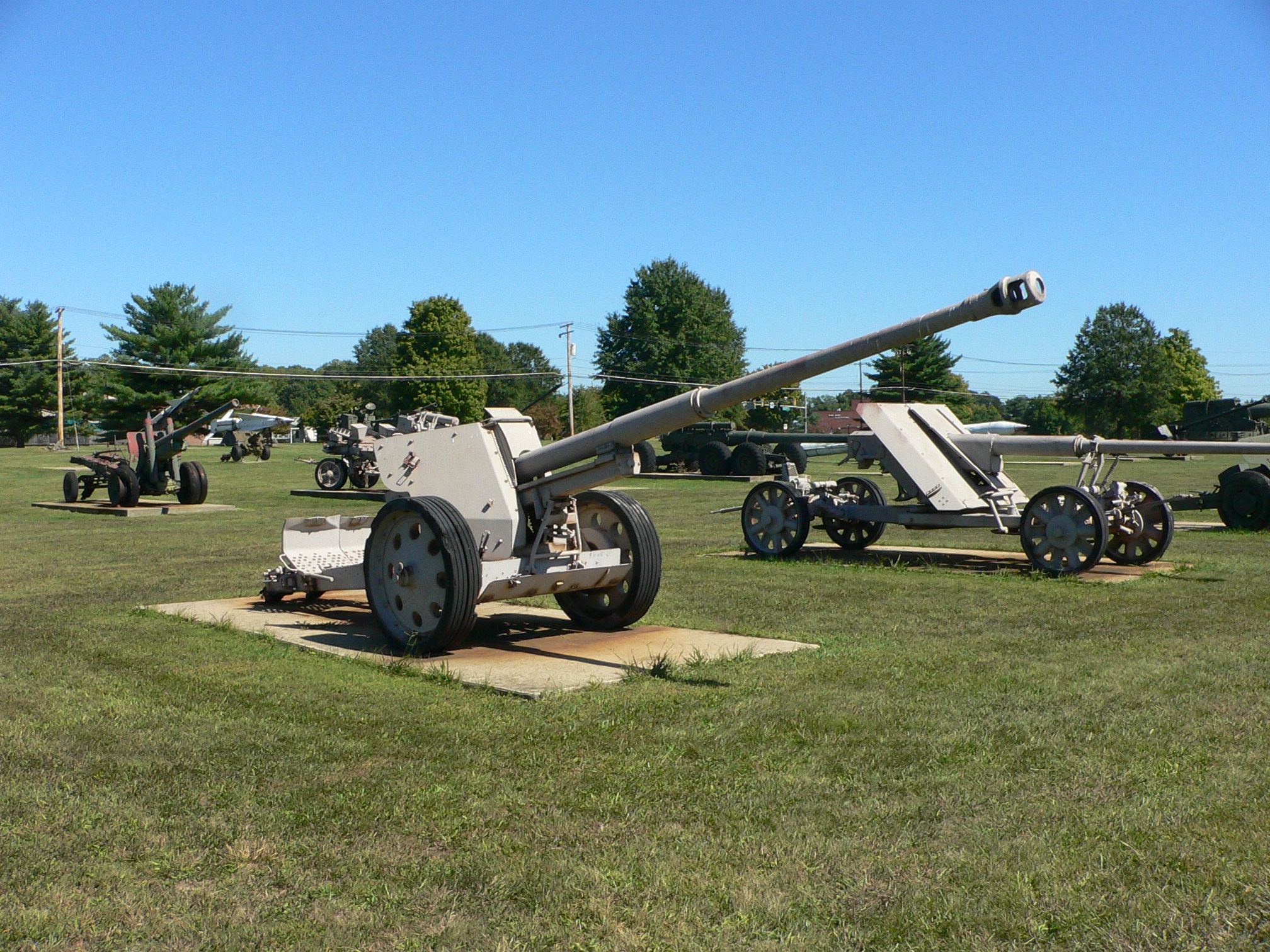
8.8 cm Pak 43/41 у Музеї озброєння армії США

| Специфікація   | Pak 43                                                                | Pak 43/41                         |
| -------------- | --------------------------------------------------------------------- | --------------------------------- |
| Вага           | По-походному: 4,750 кг (10,47 фунт) По-бойовому: 3,650 кг (8,05 фунт) | По-бойовому: 4,350 кг (9,59 фунт) |
| Довжина        | 9,2 м (30 фут 2 дюйм)                                                 | 9,144 м (30 фут 0 дюйм)           |
| Довжина ствола | 6,35 м (20 фут 10 дюйм)                                               | 6,36 м (20 фут 10 дюйм)           |
| Ширина         |                                                                       | 2,527 м (8 фут 3,5 дюйм)          |
| Висота         | 1,7 м (5 фут 7 дюйм)                                                  | 1,981 м (6 фут 6,0 дюйм)          |

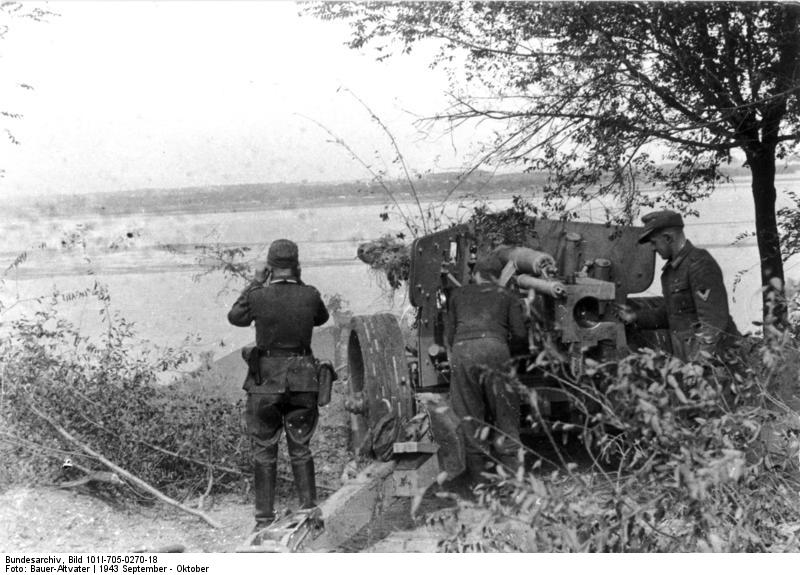
Pak 43/41 на вогневій позиції спрямована на інший бік ріки в Україні у вересні 1943

Основна версія Pak 43 базувалася на високоефективній хрестоподібній установці, яка давала траверс обстрілу у 360 градусів і мала нижчий профіль ніж поширені зенітні 8,8 см Flak 37. Хоча виробництво такої версії було повільним і дорогим.
Для спрощення виробництва деякі гармати були встановлені на двоколісні лафети з розсувними станинами від польової гармати 10 cm le K 41 (10 cm Leichte Kanone 41), в результаті чого з'явилася версія відома як Pak 43/41. 43/41 важко пересувалися у бруді та снігу на східному фронті, тому прозвали гармату 43/41 «амбарні ворота» (нім. Scheunentor), через розміри та вагу гармати. Тим не менше, імпровізовані Pak 43/41 довели свою ефективність над Pak 43 до того часу як з'явилася необхідна кількість складних хрестоподібних установок для заміни.
Pak 43 також встановлювалися на німецькій бронетехніці, ця версія була відома як 8,8 см KwK 43. Версії цієї гармати встановлювалися на різну німецьку бронетехніку під різними назвами, в тому числі на важкий танк Tiger II (KwK 43 L/71) та деякі САУ: Hornisse/Nashorn (Pak 43/1), Ferdinand/Elefant (Pak 43/2, перша назва Stu.K. 43/1) та Jagdpanther (Pak 43/3 та Pak 43/4, перша назва Stu.K. 43). Декілька екземплярів САУ Jagdtiger також мали на озброєнні 8,8 см через нестачу гармат 12.8 cm Pak 44, але ці машини не використовувалися на службі.

## Служба
На 1 жовтня 1944 року озброєння Вермахту включало 578 артилерійських систем калібру 88 мм Pak. Проте, на 1 січня 1945 року цей показник збільшився до 829 одиниць.

## Боєприпаси та бронепробиття

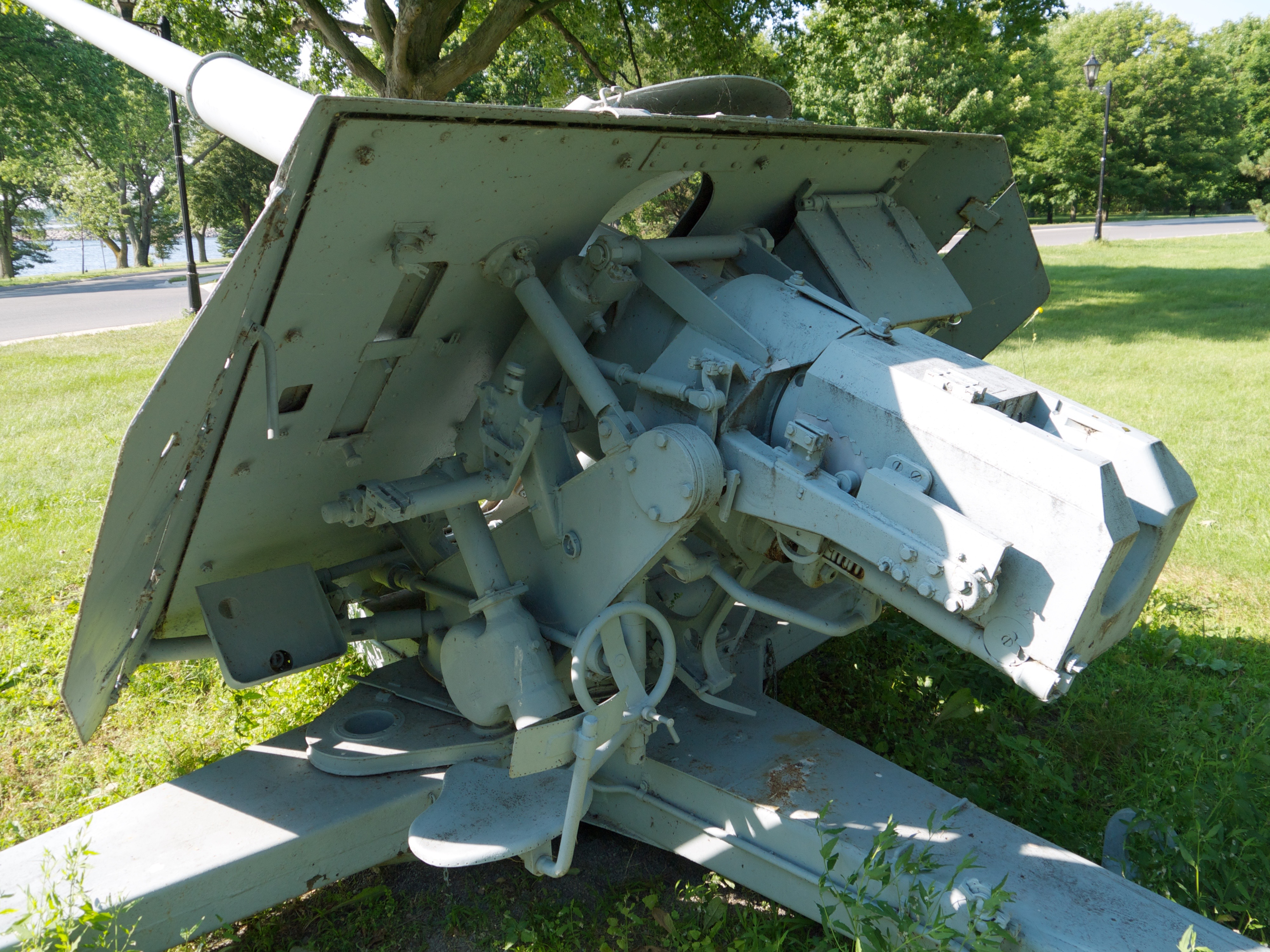
Pak 43 ззаду

Були доступні снаряди Pzgr. 39/43 та ОФС. Снарядів Pzgr. 40/43 було мало.

### Pzgr. 39/43 APCBC-HE
- Тип: Бронебійний з балістичним ковпачком — Осколково-фугасний
- Вага снаряда: 10,4 кг (22,92 lbs)
- Дулова швидкість: 1000 м/с

|           | Бронепробиття                      | Ймовірність пробиття цілі 2,5 м x 2 м | Ймовірність пробиття цілі 2,5 м x 2 м |
| Дальність | Пластина КГБ при 30° від вертикалі | на навчаннях                          | у бою                                 |
| --------- | ---------------------------------- | ------------------------------------- | ------------------------------------- |
| 100 м     | 202 мм                             | 100 %                                 | 100 %                                 |
| 500 м     | 185 мм                             | 100 %                                 | 100 %                                 |
| 1000 м    | 165 м                              | 100 %                                 | 85 %                                  |
| 1500 м    | 148 мм                             | 95 %                                  | 61 %                                  |
| 2000 м    | 132 мм                             | 85 %                                  | 43 %                                  |
| 2500 м    | н/д                                | 74 %                                  | 30 %                                  |
| 3000 м    | н/д                                | 61 %                                  | 23 %                                  |
| 3500 м    | н/д                                | 51 %                                  | 17 %                                  |
| 4000 м    | н/д                                | 42 %                                  | 13 %                                  |

### Pzgr. 40/43 APCR
- Тип: Бронебійний підкаліберний з піддоном
- Вага снаряда: 7,3 кг (16 lbs)
- Дулова швидкість: 1,130 м/с (3,707 ft/s)

| Ймовірність пробиття цілі 2,5 м x 2 м | Ймовірність пробиття цілі 2,5 м x 2 м | Ймовірність пробиття цілі 2,5 м x 2 м |       |
| Дальність                             | Бронепробиття                         | на тренуванні                         | у бою |
| ------------------------------------- | ------------------------------------- | ------------------------------------- | ----- |
| 100 м                                 | 238 мм                                | 100 %                                 | 100 % |
| 500 м                                 | 217 мм                                | 100 %                                 | 100 % |
| 1000 м                                | 193 мм                                | 100 %                                 | 89 %  |
| 1500 м                                | 171 мм                                | 97 %                                  | 66 %  |
| 2000 м                                | 153 мм                                | 89 %                                  | 47 %  |
| 2500 м                                | н/д                                   | 78 %                                  | 34 %  |
| 3000 м                                | н/д                                   | 66 %                                  | 25 %  |

### Gr. 39/3 HL (КС)
- Вага снаряда: 7,65 кг (17 lbs)
- Дулова швидкість: 600 м/с (1968 ft/s)
- Бронепробиття: 90 мм